# Anatoli Naumowitsch Rybakow
Anatoli Naumowitsch Rybakow (russisch Анатолий Наумович Рыбаков, wiss. Transliteration Anatolij Naumovič Rybakov, ursprünglich Аронов/ Aronow; * 1. Januarjul. / 14. Januar 1911greg. in Tschernigow, Russisches Kaiserreich (heute Ukraine); † 23. Dezember 1998 in New York) war ein russischer Schriftsteller. 1987 erschien sein bekanntestes Werk, der Roman Die Kinder vom Arbat.

## Leben
Seit 1919 lebte Rybakow in Moskau, wo er unter anderem als Transportingenieur arbeitete. 1933 wurde er, obwohl Anhänger des Sozialismus, verhaftet und für drei Jahre nach Sibirien verbannt. Danach arbeitete er in den verschiedensten Berufen und wechselte aus Angst vor einer neuen Verhaftung immer wieder seinen Wohnort. Er nahm ab 1941 am Zweiten Weltkrieg teil und zog mit der sowjetischen Armee in Berlin ein. Wegen seiner Verdienste im Krieg wurde er rehabilitiert und konnte nach Moskau zurückkehren, wo er dann als Schriftsteller arbeitete. 1989 wurde Rybakow Präsident des sowjetischen P.E.N.-Zentrums. 1998 verstarb er in New York an den Folgen einer Herzoperation.

## Literarisches Schaffen

### Jugendbücher
Anatoli Rybakow war lange Zeit vor allem wegen seiner Jugendbücher bekannt. Am berühmtesten ist Der Bronzeadler, eine Abenteuergeschichte rund um eine Moskauer Komsomol- und Pioniergruppe, die in einem Dorf Anfang der 1920er Jahre einen Mord aufzuklären versucht. Die Figuren im Bronzeadler (1956) tauchen zuvor schon in Der Marinedolch (1953) und später in Der Schuß auf.

### Romanzyklus
1987 erschien von Rybakow ein Buch, das nicht mehr viel mit diesen Jugendgeschichten zu tun hatte: Die Kinder vom Arbat. Der Roman ist der erste Band eines Zyklus, der sich mit der Geschichte der Sowjetunion auseinandersetzt. Schon in den 1960er Jahren geschrieben und dann mehrmals überarbeitet, konnte das Buch erst unter Michail Gorbatschow erscheinen und avancierte damit zu einem Symbol von Glasnost. Die Kinder vom Arbat beschreibt eine erste Welle der stalinistischen Verfolgungen. Hauptfigur ist der Student und überzeugte Kommunist Sascha Pankratow, der wegen einer Äußerung und einiger Karikaturen aus dem Komsomol und von seiner Hochschule ausgeschlossen wird. Da er sich aber unschuldig fühlt, setzt er sich aktiv für seine Rehabilitierung ein, muss aber bald die Ergebnislosigkeit seines Tuns erleben. Er wird verhaftet, soll ein Schuldgeständnis unterschreiben und wird nach seiner Weigerung für drei Jahre nach Sibirien verbannt. Parallel zu dieser Geschichte findet sich einerseits die Beschreibung des Lebens von Verwandten, Freunden und Studienkollegen Sascha Pankratows unter den neuen Gegebenheiten der Angst und Verfolgung, zum anderen wird der Leser in die Gedankenwelt Stalins geführt, die von Machtstreben und Menschenverachtung geprägt ist. Aufschlussreich ist vor allem der Aufstieg eines Kommilitonen Pankratows, Jura Scharok, der, ohne an den Kommunismus zu glauben, durch seine opportunistischen Fähigkeiten im sowjetischen Geheimdienst immer erfolgreicher wird. Das Buch endet mit der Ermordung des beliebten Petersburger Funktionärs Sergei Kirow, die von Stalin als Vorwand für seine sogenannte Säuberung, das heißt zum Zweck der Machtkonzentration, genutzt wird.
Mit dieser Epoche beschäftigt sich der zweite Band des Zyklus, Jahre des Terrors. Die Geschichte der Figuren aus Kinder vom Arbat wird hier weitergeführt. Während Sascha Pankratow immer noch in der Verbannung lebt, müssen sich seine Freunde und Verwandten mit der neuen Situation arrangieren. Das Leben wird dabei immer stärker von Angst und Verdächtigungen geprägt, weil Stalin den Terror benutzt, um mögliche Konkurrenten aus dem Weg zu schaffen.
Der Zyklus wurde mit Stadt der Angst fortgesetzt.
In Russland sind diese drei Bände als Trilogie erschienen. In Deutschland wurden Jahre des Terrors und Stadt der Angst getrennt veröffentlicht.
Der letzte Teil des Zyklus ist bisher nicht auf Deutsch erschienen. Er heißt im Englischen Dust and Ashes (Staub und Asche).

## Werke
- Die Kinder vom Arbat. Aufbau-Verlag, Berlin 2002, ISBN 3-7466-1823-1
- Jahre des Terrors. Kiepenheuer & Witsch, Köln 1990, ISBN 978-3462020441
- Stadt der Angst. Deutscher Taschenbuch Verlag, München 1994, ISBN 978-3423119627
- Staub und Asche. (bisher nicht auf Deutsch erschienen)
- Der Marinedolch, Verlag Neues Leben 1953 (Spannend erzählt, Band 3)
- Roman der Erinnerung. (Autobiographie), Aufbau-Verlag, Berlin 2001
- Schwerer Sand, Verlag Neues Leben 1981
- Das zerrissene Foto, Verlag Neues Leben 1973
- Der Bronzeadler, Verlag Neues Leben 1959 (Spannend erzählt, Band 30)
- Der Schuß, Verlag Neues Leben 1978 (Spannend erzählt, Band 140)
- Krosch und seine Abenteuer (Auszüge unter dem Titel Ein Autowrack und 1000 Streiche in Die Kleine Jugendreihe Nr. 17/61 und 18/61; zusammen als Taschenbuch, Verlag Neues Leben 1975, Kompass-Bücherei Band 45; vollständige deutsche Ausgabe Krosch und seine Abenteuer, Verlag Neues Leben 1975)
- Menschen am Steuer
- Sommer in Sossnjaki
- Stromauf!

## Auszeichnungen
- 1951 Stalinpreis für Buch Die Autofahrer[1].
- 1945 Orden des Vaterländischen Krieges I. Grades[2]
- 1945, 1985 Orden des Vaterländischen Krieges II. Grades[2]
- Orden des Roten Banners der Arbeit[3]
- 1973 Staatspreis der RSFSR für Drehbuch „Die Minute der Stille (Минута молчания)“ (1971)[3]